# Chloe Kelly
Chloe Maggie Kelly  (* 15. Januar 1998 in Ealing, London) ist eine englische Fußballspielerin. Sie steht bei Arsenal Women FC unter Vertrag und spielte 2018 erstmals für die englische Nationalmannschaft. Sie ist zweimalige Europameisterin, Vize-Weltmeisterin und Champions-League-Siegerin. Bei der EM 2025 wurde Kelly außerdem in die Elf des Turniers gewählt, da sie meist in den entscheidenden Spielen Verantwortung wie auch bei Elfmetern übernahm.

## Werdegang

### Vereine
Kelly, das jüngste von sieben Geschwistern, begann mit dem Fußballspielen ohne Regeln mit ihren fünf Brüdern und deren Freunden auf den Straßen von West-London. Erst bei den Queens Park Rangers und dann im Arsenal's Centre of Excellence spielte sie nach offiziellen Regeln und nahm dafür in Kauf, als Teenager von ihrem Elternhaus zum Training mit öffentlichen Verkehrsmitteln zwei Stunden in den Osten Londons zu fahren. Im Juli 2015 spielte sie mit 17 Jahren erstmals in der ersten Mannschaft der Gunners. Im Ligapokal gegen den FC Watford stand sie in der Startelf und erzielte beim 3:0-Sieg in der 22. Minute das Tor zum zwischenzeitlichen 2:0. Es folgten drei weitere Spiele im Ligapokal, darunter das Finale am 1. November 2015, bei dem sie vier Minuten vor dem Spielende eingewechselt wurde und ihren ersten Titel gewann. In der Liga hatte sie nur zwei Einsätze und in der Folgesaison, für die sie ihren ersten Vertrag erhielt, wurde sie nach einem Spiel für den Rest der Saison an den Zweitligisten FC Everton ausgeliehen. Nach ihrer Rückkehr zu den Gunners kam sie noch in drei Ligaspielen zum Einsatz, wurde aber beim Gewinn des FA Women’s Cup nicht eingesetzt. In der Übergangssaison 2017 (Spring Series) kam sie in sieben von acht Spielen zum Einsatz, davon fünfmal als Einwechselspielerin. Zur Saison 2017/18 wurde sie erneut an Everton ausgeliehen, das in die Liga aufgestiegen war. Im Januar 2018 erhielt sie dann einen „permanenten“ Vertrag bei den Toffees. In ihrer ersten vollen Saison bei Everton wurde sie in 15 von 18 Ligaspielen eingesetzt und erzielte drei Tore. In der zweiten Saison kam sie verletzungsbedingt nur auf elf Ligaeinsätze und erzielte nur ein Tor. Nach einer Operation erzielte sie in der Saison 2019/20 in 12 Spielen neun Tore und war damit viertbeste Torschützin hinter den Nationalspielerinnen Vivianne Miedema (Niederlande, 16 Tore), Beth England (14) und Pauline Bremer (Deutschland, 10).
Nach drei Jahren verließ sie Everton und wechselte zum Manchester City W.F.C., wo sie in der Saison 2020/21 in 21 Spielen zehn Tore erzielte, womit sie zusammen mit der Australierin Caitlin Foord und Ellen White viertbeste Torschützin war. Mit ManCity nahm sie auch erstmals an der UEFA Women’s Champions League 2020/21 teil und erreichte mit der Mannschaft das Viertelfinale, wo der 2:1-Sieg im Rückspiel nach der 0:3-Auswärtsniederlage gegen den späteren Sieger FC Barcelona nicht reichte, um das Halbfinale zu erreichen. Kelly kam in allen sechs K.-o.-Spielen zum Einsatz, blieb aber torlos. Im letzten Spiel der Saison am 2. Mai 2021, einem 4:0-Sieg gegen Birmingham City, zu dem sie die ersten beiden Tore beigesteuert hatte, zog sie sich einen Kreuzbandriss zu. Erst elf Monate später konnte sie wieder eingesetzt werden und erzielte – gegen Birmingham – ihr einziges Saisontor.
In der UEFA Women’s Champions League 2022/23 scheiterte Kelly mit ManCity in der Qualifikation zur Gruppenphase an Real Madrid. Gegen den Verein war ihre Mannschaft bereits im Vorjahr in der Qualifikation gescheitert, als sie verletzungsbedingt nicht mitwirken konnte.
In der Rückrunde 2025 wurde sie an ihren ehemaligen Verein Arsenal Women FC ausgeliehen, für den sie bereits von 2015 bis 2017 gespielt hatte. Zur Saison 2025/26 wechselte sie dauerhaft zu den Gunners.

### Nationalmannschaft
Kelly durchlief die englischen Juniorinnenmannschaften ab der U-15. Im November 2013 nahm sie mit der U-17-Mannschaft an der vorgezogenen U-17-Fußball-Europameisterschaft der Frauen 2014 teil, die in England stattfand und für die die Mannschaft automatisch qualifiziert war. Kelly kam in den drei Gruppenspielen zum Einsatz und erzielte ein Tor beim 6:1-Sieg gegen Portugal. Als Gruppenzweite erreichten sie das Halbfinale, wo sie auch eingesetzt wurde, mit ihrer Mannschaft aber mit 0:3 gegen Spanien verlor. Auch im Spiel um Platz 3, in dem es um den dritten europäischen Startplatz bei der U-17-Fußball-Weltmeisterschaft der Frauen 2014 ging, wurde sie eingesetzt. Nachdem es weder Italien noch England in der regulären Spielzeit gelungen war, ein Tor zu schießen, kam es zum Elfmeterschießen, in dem sie als zweite Engländerin verschoss. Da von den Italienerinnen nur eine Spielerin verschoss, verpassten die Engländerinnen die WM. Im Oktober 2014 nahmen sie einen neuen Anlauf und beim Turnier in Bulgarien erzielte sie drei der 18 Tore ihrer Mannschaft. Als Gruppensiegerinnen erreichten sie die Eliterunde. Diese fand im April 2015 auf der Nachbarinsel statt und Kelly führte ihre Mannschaft als Kapitänin aufs Feld. Zwar verloren sie das Auftaktspiel gegen die Irinnen mit 0:2, durch Siege gegen Ungarn (4:1, zu dem sie das erste Tor besteuerte) und die Niederlande (2:0) wurden sie aber noch Gruppensiegerinnen, da die Irinnen gegen die beiden Mannschaften nur torlose Remis zustande brachten. Bei der Endrunde im Juni 2015 in Island war sie auch Kapitänin, schied mit ihrer Mannschaft nach je einem Sieg, einem Remis und einer Niederlage als Gruppendritter aber aus und blieb auch ohne Torerfolg.
Im April 2017 qualifizierte sie sich in der Eliterunde der Qualifikation für die U-19-Europameisterschaft 2017, wobei sie in zwei Spielen eingesetzt wurde. Bei der Endrunde im August 2017 in Nordirland kam sie ebenfalls zu zwei Einsätzen. Am Ende reichte es für ihre Mannschaft durch einen 2:0-Sieg gegen den nördlichen Nachbarn zum fünften Platz, womit sie sich für die U-20-Weltmeisterschaft 2018 qualifizierten. Im August 2018 nahm sie dann auch mit der U-20-Mannschaft am WM-Endturnier teil, wo sie in sechs Spielen eingesetzt wurde und beim 6:1-Sieg im Gruppenspiel gegen Mexiko ein Tor erzielte. Am Ende wurden die Engländerinnen Dritte durch einen Sieg im Elfmeterschießen des Spiels um Platz 3 gegen Gastgeber Frankreich, bei dem sie aber nicht mehr mitwirken konnte, da sie in der Nachspielzeit ausgewechselt wurde.
Drei Monate später, am 8. November 2018, wurde sie beim Freundschaftsspiel gegen Österreich in der 78. Minute zu ihrem ersten Einsatz in der A-Elf eingewechselt. Im Oktober 2019 wurde sie für das Freundschaftsspiel gegen Portugal nominiert, aber nicht eingesetzt. Beim SheBelieves Cup 2020 kam sie in drei Spielen auf 81 Spielminuten, dann machte die COVID-19-Pandemie zunächst weitere Spiele unmöglich. Erst ein Jahr später kam es wieder zu Spielen und Kelly wurde in drei Freundschaftsspielen im Februar und April eingesetzt. Ihr Kreuzbandriss im Mai 2021 verhinderte zunächst weitere Spiele. Erst im Juni 2022 wurde sie beim 3:0-Sieg im Freundschaftsspiel gegen Belgien zur zweiten Halbzeit wieder eingewechselt und erzielte in der 62. Minute das erste Tor. Bereits am 17. Mai 2022 wurde sie für den vorläufigen EM-Kader nominiert. Am 15. Juni 2022 wurde sie auch für den finalen Kader berücksichtigt. Sie wurde in allen sechs Spielen jeweils in der zweiten Halbzeit eingewechselt. Im Endspiel gegen Deutschland erzielte Kelly im Rahmen der Verlängerung in der 111. Spielminute mit ihrem einzigen Turniertor das entscheidende 2:1-Siegtor.
Am 31. Mai 2023 wurde sie als eine von 23 Spielerinnen für die WM-Endrunde in Australien und Neuseeland nominiert, wo sie im Viertelfinale gegen Nigeria, als es nach einem 0:0 in der regulären Spielzeit zum Elfmeterschießen kam, den entscheidenden Elfmeter zum 4:2-Endstand i. E. erzielte.
Bei der Europameisterschaft 2025 in der Schweiz stand Kelly ebenfalls im englischen Aufgebot. Im Turnier hauptsächlich als Einwechselspielerin eingesetzt erzielte sie im Halbfinale das Siegtor gegen Italien in der 119. Minute, als sie den Ball nach einem zunächst parierten Strafstoß einnetzte. Auch im Finale gegen Spanien wurde sie zur Matchwinnerin, nachdem sie zunächst den Ausgleich durch Alessia Russo vorbereitete und schließlich den entscheidenden Elfmeter im Elfmeterschießen verwandelte.

## Privates
Kelly ist verheiratet.

## Erfolge
- Englische Pokalsiegerin 2015/16 (mit Arsenal) und 2019/2020  (mit Manchester City)
- Englische Ligapokalsiegerin 2015 (mit Arsenal), 2021/22  (mit Manchester City)
- Europameisterin 2022 und 2025 (mit England)
- Arnold-Clark-Cup-Siegerin und Torschützenkönigin 2023
- Gewinn der UEFA Women’s Champions League 2024/25 mit dem FC Arsenal

## Auszeichnungen
- PFA Team of the Year 2019/20